# Coelostathma
Coelostathma es un género de polillas tortrícidas categorizado en la tribu Sparganothini, de la subfamilia Tortricinae. Fue descrito por Clemens en 1860.

## Especies
- Coelostathma binotata Walsingham, 1913
- Coelostathma contigua Meyrick, 1926
- Coelostathma discopunctana Clemens, 1860
- Coelostathma immutabilis Meyrick, 1926
- Coelostathma insularis Brown y Miller, 1999
- Coelostathma parallelana Walsingham, 1897
- Coelostathma placidana Powell y Brown, 2012